# Bakugn

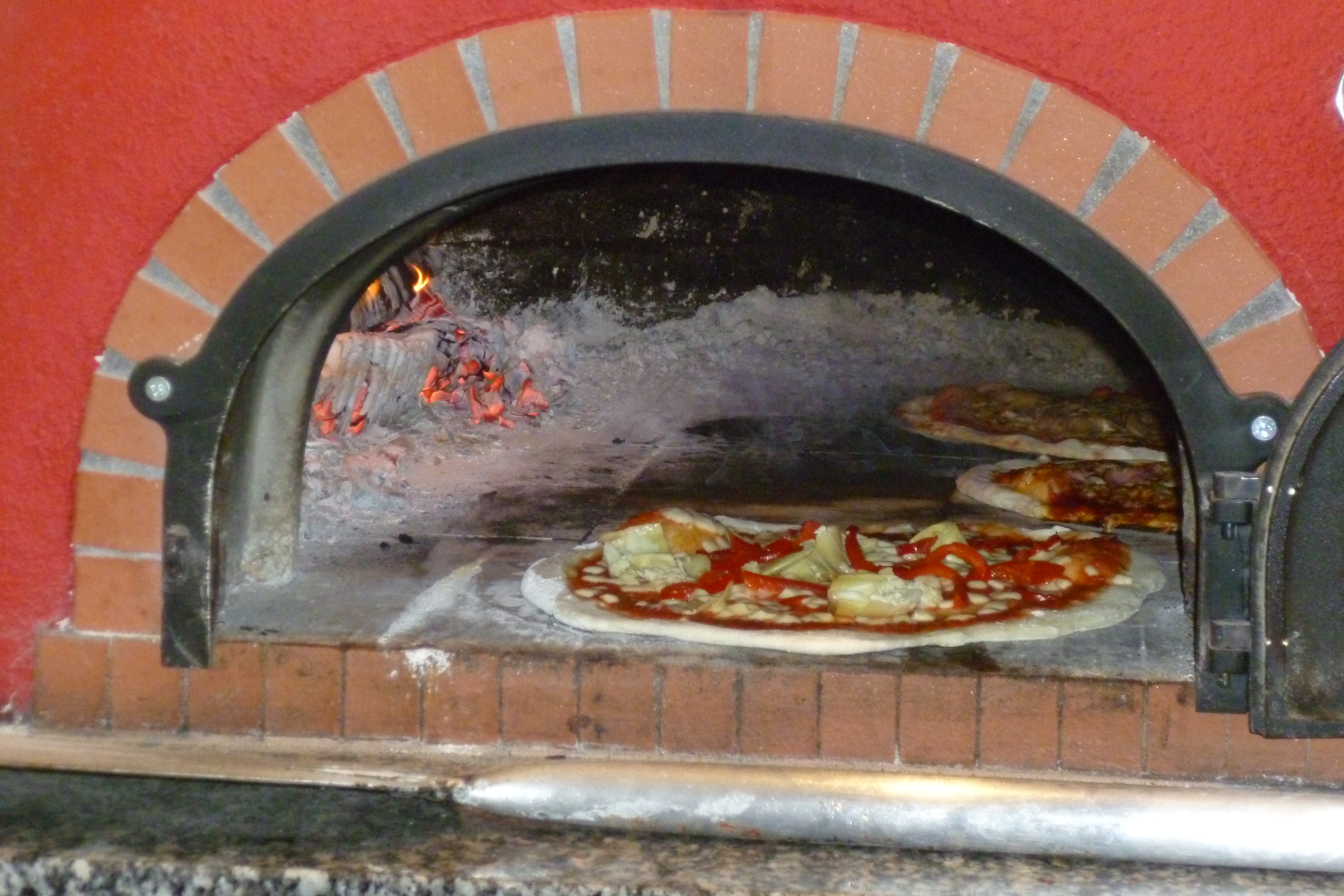
Bakugn för pizzor.

Bakugn är en ugn som används vid bakning av bröd, i äldre tid ofta även brukad till andra ändamål - torkning, uppvärmning med mera.
I äldsta tid har bröd bakats på upphettade stenar utan någon särskild bakugn, detta förekommer ännu inom vissa kulturer, och även i Sverige har det förekommit i sen tid dels norra Sverige och dels i södra Sverige vid stenkakebak.
Till Sverige kom bakugnen under slutet av medeltiden. I Sydsverige, Skåne, södra Småland och på Öland där ugnarna först slog igenom byggdes liksom på kontinenten kupolugnar i rökstugor utan skorsten. I övriga Sverige är bakugnen oftast sammanbyggd med den öppna spisen i bostadens kök och är rektangulär. I Norra Sverige har bakugnen i allmänhet placerats i en separat byggnad, en bagarstuga. Till skillnad från på slaviskt område har bakugnarna i Sverige inte fungerat som primär uppvärmningskälla.
Då man började installera järnspisar i hemmen försågs de vanligen med en ugn, en så kallad muffelugn som värms av heta rökgaser. Moderna spisar innehåller elektriska ugnar.
I de professionella bagerierna ersattes dessa ugnar oftast av en rörugnar eller kanalugnar där den varma luften leddes genom kanaler i ugnsväggen för att erhålla en jämnare temperatur. Direkteldade ugnar användes i vissa bagerier in på 1920-talet. De ersattes efterhand av gaseldade eller elektriska bakugnar. Större ugnar utrustades ofta med luftspjäll för reglering av luftgenomflödet i ugnen. I så kallade ”ångbagerier” blåstes het ånga, ”kvalm” in i ugnar. Äldre ugnstyper har senare i större bagerier ersatts av tunnelugnar, som tillåter kontinuerlig gräddning.